# Pałac Savoy
Pałac Savoy (ang. Savoy Palace) – rezydencja królewska istniejąca w Londynie w XIII i XIV wieku.
Ziemia pod przyszły pałac, położona przy ulicy Strand, uważanej wówczas za najbardziej prestiżową w mieście, została nadana przez Henryka III jego szwagrowi, Piotrowi, księciu Savoy (który później został władcą Sabaudii jako Piotr II) w 1246 roku. Nieco później w gotowym już pałacu zamieszkał książę Edmund, młodszy z synów Henryka. W drugiej połowie XIV wieku rezydował tam m.in. Jan, książę Lancaster, sprawujący wówczas władzę regencką w imieniu swego nieletniego bratanka, króla Ryszarda II. Jego decyzja z 1381 roku, aby po raz trzeci w ciągu zaledwie czterech lat nałożyć podatek pogłówny, wywołała chłopską rebelię. W toku walk pałac uległ doszczętnemu zniszczeniu. Wszystko, czego nie dało się spalić, chłopi rozbili na drobne części i wrzucili do pobliskiej Tamizy.

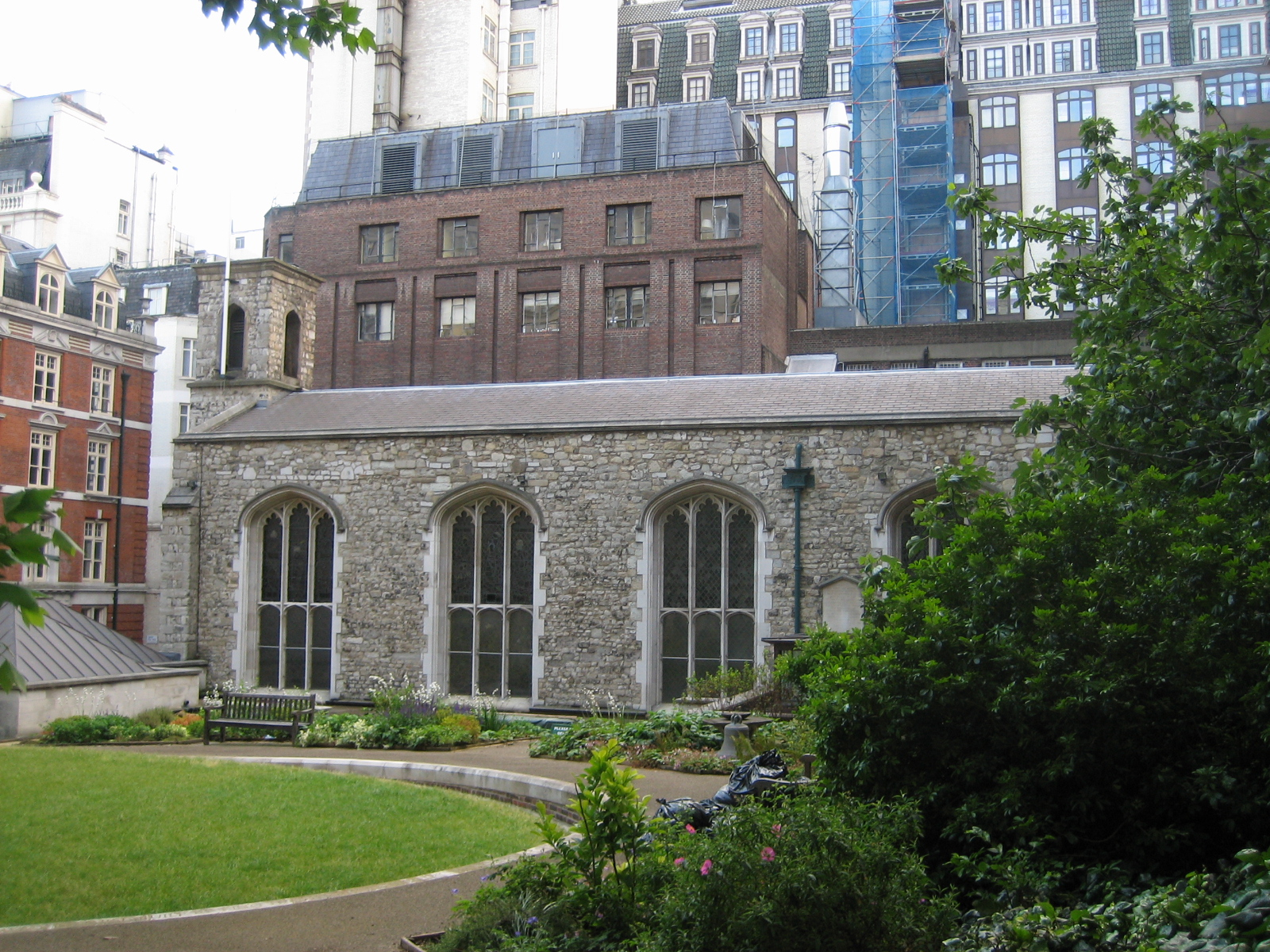
Kaplica królowej Savoy

Pałac zniknął, ale przetrwała jego nazwa, którą nadawano kolejnym budynkom stawianym w tym miejscu. W 1512 roku Henryk VII ufundował Szpital Savoy, mający służyć najuboższym. Choć sam gmach szpitala rozebrano, do dziś zachowała się jego kaplica. Obecnie w tym miejscu stoją dwa budynki z lat 80. XIX wieku: jeden z najbardziej prestiżowych hoteli Londynu oraz teatr. Oba noszą nazwę Savoy.